# BME (bedrijf)
BME is een Belgisch bedrijf dat de logistiek van online bestellingen verzorgt voor andere bedrijven (e-fulfilment). Het neemt logistieke processen van bedrijven over door het koppelen van een warehouse management system (WMS) met het platform van de klant en eventuele koeriersdiensten (zoals PostNL of bpost). BME is gevestigd in Genk. De afkorting BME staat voor Belgian Minds in E-commerce.

## Geschiedenis
Het bedrijf is opgericht in 2009, maar begon pas echt met het bouwen van webwinkels alsook de uitvoering van de achterliggende logistieke dienstverlening in 2012. Na de verhuizing van Geel naar Genk in april 2015 groeide het bedrijf door, mede mogelijk gemaakt dankzij een significante kapitaalsverhoging van €500 miljoen euro alsook het toekennen door de Limburgse Investeringsmaatschappij (LRM) van een achtergestelde lening. Hierdoor was een uitbreiding van het magazijn mogelijk tot 5000 vierkante meter.
BME werd in 2018 verkozen tot beste stagebedrijf in Limburg.

### Smart glasses in logistiek
In 2018 testte het Genkse bedrijf virtuele brillen, zogenaamde smart glasses, om handenvrij orders te picken. Deze brillen maakten connectie met een database voor stockbeheer. Deze AR-test in samenwerking met RMDY was dan ook vooral bedoeld om na te gaan of de productiviteit van magazijnmedewerkers toenam.